# Im Rösehof bin ich geboren

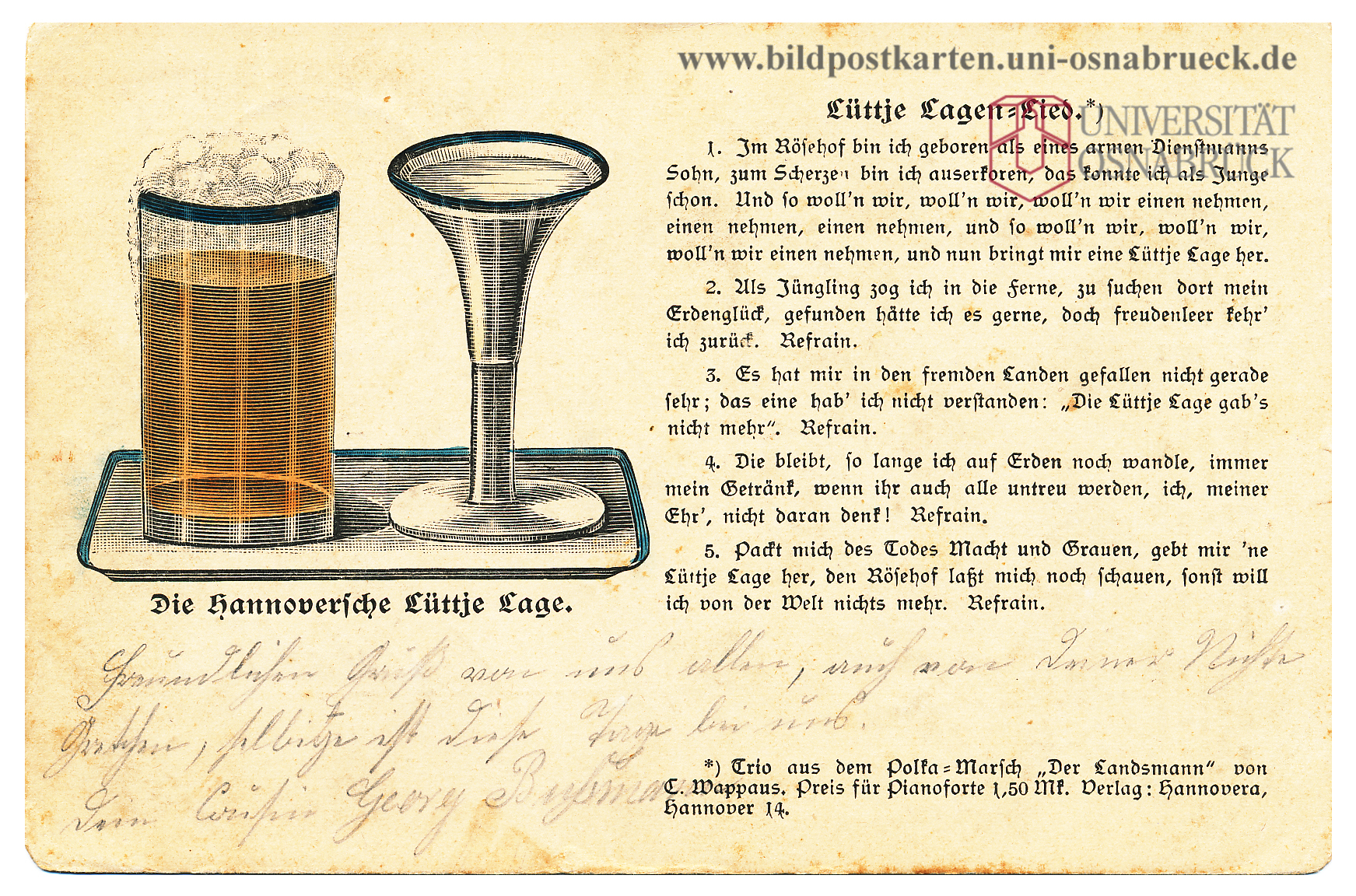
„Lüttje-Lagen-Lied“, Bildpostkarte der Universität Osnabrück;
digital mit Wasserzeichen der Besitzerin versehen

Blick durch den alten Rösehof in Hannover, daneben der Liedtext;
lithografierte Ansichtskarte von Fritz Thörner, Hannovera-Verlag, um 1904

Im Rösehof bin ich geboren, auch als Lüttje-Lagen-Lied bezeichnet, ist ein 1904 von dem in Hannover tätigen Lokalredakteur Fritz Thörner veröffentlichtes Lied mit Bezug auf die traditionell hannoversche Spezialität Lüttje Lage, ursprünglich ein alkoholisches Mischgetränk der „kleinen Leute“ aus dem Broyhan-Bier und einem kleinen Korn oder Schnaps.
Das Lied mit der von Carl Wappaus komponierten Melodie aus dem Trio-Satz des Polka-Marsches Der Landsmann nimmt Bezug auf die ehemals mittelalterlich geprägte hannoversche Gasse Rösehof:

„Im Rösehof bin ich geboren, als eines armen Dienstmanns Sohn,

zum Scherzen bin ich auserkoren, das konnte ich als Junge schon.

Und so woll'n wir, woll'n wir, woll'n wir einen nehmen, einen nehmen, einen nehmen,

und so woll'n wir, woll'n wir, woll'n wir einen nehmen, einen nehmen, einen nehmen,

und nun bringt mir eine Lüttje Lage her.

Als Jüngling zog ich in die Ferne, zu suchen dort mein Erdenglück,

gefunden hätte ich es gerne, doch freudenleer kehr' ich zurück.

Und so woll'n wir, woll'n wir, woll'n wir einen nehmen ...

Es hat mir in den fremden Landen gefallen nicht gerade sehr;

das eine hab' ich nicht verstanden: ‚Die Lüttje Lage gab's nicht mehr‘.

Und so woll'n wir, woll'n wir, woll'n wir einen nehmen ...

Die bleibt, so lange ich auf Erden noch wandle, immer mein Getränk,

wenn ihr auch alle untreu werden, ich, meiner Ehr', nicht daran denk!

Und so woll'n wir, woll'n wir, woll'n wir einen nehmen ...

Packt mich des Todes Macht und Grauen, gebt mir 'ne Lüttje Lage her,

den Rösehof laßt mich noch schauen, sonst will ich von der Welt nichts mehr.

Und so woll'n wir, woll'n wir, woll'n wir einen nehmen ...“